# Escoftàlmids

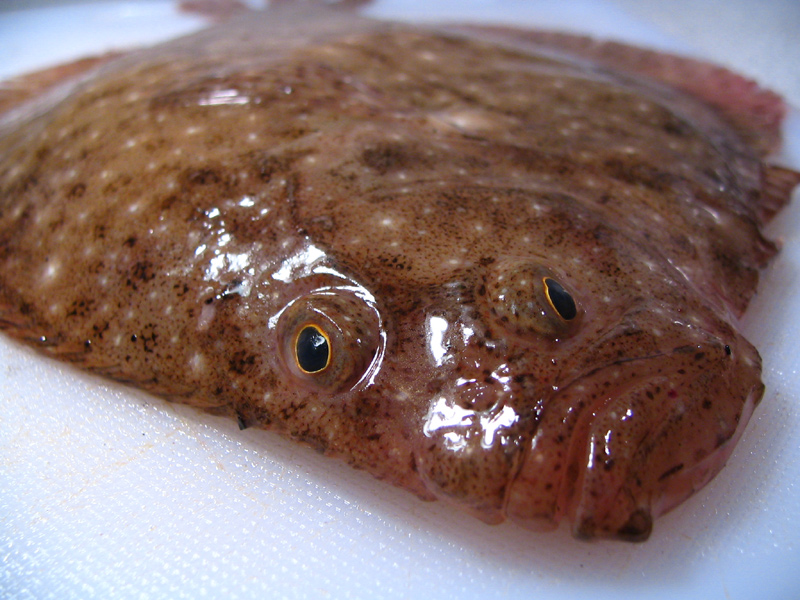
Rèmol atlàntic d'arena (Scophthalmus aquosus)

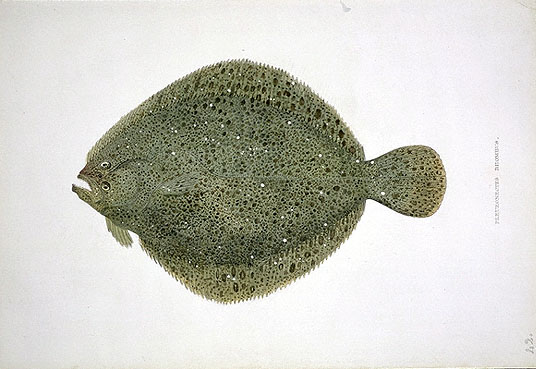
Rèmol (Scophthalmus rhombus)

Els escoftàlmids (Scophthalmidae) són una família de peixos teleostis, de l'ordre dels pleuronectiformes. Són peixos plans.
Viuen a l'Atlàntic Nord, Mar Bàltica, Mar Mediterrània i Mar Negra. Tenen un cert interès comercial.

## Morfologia
- Talla: la màxima és assolida pel rèmol empetxinat (Psetta maxima) que pot arribar a 1 m.
- Tenen la cara ocular al costat esquerre.
- El cos és oval i allargat però, en alguns casos, pot ésser romboïdal.
- Les escames, o són absents o es troben modificades.
- La línia lateral és present als dos costats.
- La boca és terminal i grossa, amb la mandíbula inferior prominent.[3]

## Taxonomia
- Gènere Lepidorhombus (Günther, 1862)
  - Palaia bruixa (Lepidorhombus boscii) (Risso, 1810)
  - Bruixa sense taques (Lepidorhombus whiffiagonis) (Walbaum, 1792)
- Gènere Phrynorhombus** Palaia misèries (Phrynorhombus regius) (Bonnaterre, 1788)
- Gènere Psetta (Swainson, 1839)
  - Rèvola (Psetta maxima) (Linnaeus, 1758)
    - Psetta maxima maeotica (Pallas, 1814)
    - Psetta maxima maxima (Linnaeus, 1758)
- Gènere Scophthalmus (Rafinesque, 1810)
  - Rèmol atlàntic d'arena (Scophthalmus aquosus) (Mitchill, 1815)
  - Scophthalmus maeoticus (Pallas, 1814)
  - Rèmol (Scophthalmus rhombus) (Linnaeus, 1758)
- Gènere Zeugopterus (Gottsche, 1835)
  - Zeugopterus norvegicus
  - Zeugopterus punctatus
  - Zeugopterus regius[4][5]